# Miádzel
Miádzel (bielorruso: Мя́дзел) o Miádel (ruso: Мя́дель) es una ciudad subdistrital de Bielorrusia, capital del distrito homónimo en la provincia de Minsk.
En 2023, la ciudad tenía una población de 6999 habitantes.
Se ubica unos 100 km al norte de la capital nacional Minsk, con la cual está conectada a través de las carreteras P28 y P58.

## Historia
Tiene su origen en un antiguo asentamiento ubicado en una isla del lago homónimo, de cuyas fortificaciones se han hallado restos arqueológicos de los siglos X-XI; aquel asentamiento era una localidad fronteriza del principado de Pólatsk. En el siglo XIV, Miádzel se trasladó 10 km hasta su ubicación actual, en la orilla nororiental del lago Miastra. La localidad se menciona por primera vez en documentos en 1324, en una carta firmada por Gediminas.
A partir del siglo XV, el asentamiento quedó dividido en un barrio norte que fue señorío y sucesivamente propiedad de varias familias nobles, y un barrio sur gobernado directamente por los duques del Gran Ducado de Lituania; este último fue desde el principio considerado un miestelis con derecho a organizar ferias y beneficios fiscales. La parte norte recibió también el estatus de miestelis en 1736 y el Derecho de Magdeburgo con cuatro ferias anuales en 1762.
En la partición de 1793, ambas localidades pasaron a formar parte del Imperio ruso, que las integró en el uyezd de Vileika de la gobernación de Minsk. En 1842 pasaron a formar parte de la gobernación de Vilna. La localidad se unificó en 1921, cuando ambas partes fueron anexionadas a la Segunda República Polaca, que pasó a considerarlas como un solo miasteczko. En 1939 se integró en la RSS de Bielorrusia, que le dio el estatus de capital distrital en 1940 y el de asentamiento de tipo urbano en 1959. Adoptó el estatus de ciudad subdistrital en 1998.